# Daniel Majstorović
Daniel Majstorović (Malmö, 5 mei 1977) is een Zweeds voormalig voetballer die bij voorkeur in de verdediging speelde. In zijn laatste seizoen speelde hij voor AIK Fotboll. In 2003 debuteerde hij in het Zweeds voetbalelftal, waarvoor hij vijftig interlands speelde.

## Clubcarrière
Majstorović' professionele loopbaan begon in 1996 bij IF Brommapojkarna, waarna hij via Fortuna Köln terugkeerde naar zijn geboorteland om bij Västerås SK te gaan spelen. Na twee seizoenen daar kon hij aan de slag bij zijn jeugdliefde Malmö FF uit zijn geboorteplaats. Daar speelde hij vier seizoenen op het hoogste niveau, waarna hij de overstap maakte naar FC Twente. Hier was Majstorović basisspeler.
Op 27 januari 2006 werd hij door trainer Rini Coolen uit het eerste elftal van FC Twente gezet, omdat hij te laat op de training was verschenen. Omdat hij een week eerder al ruzie had met Blaise Nkufo en hij had aangegeven de club te willen verlaten, was de maat voor Coolen vol. Majstorović mocht vertrekken en was drie dagen later rond met FC Basel. In 2008 verliet hij deze club voor AEK Athene, waar hij in plaats van Geraldo Alves in de basisopstelling kwam. In augustus 2010 tekende hij voor twee jaar bij Celtic FC. In 2012 en 2013 sloot hij zijn carrière af bij AIK Fotboll.

## Interlandcarrière
Onder leiding van bondscoaches Lars Lagerbäck en Tommy Söderberg maakte Majstorović zijn debuut in de nationale ploeg van Zweden op 16 februari 2003 in de vriendschappelijke wedstrijd tegen Qatar (2–3) in Bangkok, net als Tommy Jönsson (Halmstads BK) en Alexander Farnerud (Landskrona BoIS). In aanloop naar een oefenduel met het Kroatisch voetbalelftal, ter voorbereiding op het Europees kampioenschap voetbal 2012, scheurde Majstorović zijn kruisbanden af. Hierdoor ontbrak hij op het toernooi. In januari 2013 speelde hij zijn laatste interland voor Zweden, een duel in een vriendschappelijk toernooi in Thailand tegen Finland.

## Clubstatistieken
| seizoen | club              | land                 | competitie               | duels | goals |
| ------- | ----------------- | -------------------- | ------------------------ | ----- | ----- |
| 1996    | IF Brommapojkarna | Vlag van Zweden      | Superettan               | 20    | 0     |
| 1997    | IF Brommapojkarna | Vlag van Zweden      | Superettan               | 14    | 1     |
| 1997/98 | Fortuna Köln      | Vlag van Duitsland   | 2. Bundesliga            | 17    | 1     |
| 1999    | Västerås SK       | Vlag van Zweden      | Division 1 Norra         | 19    | 4     |
| 2000    | Västerås SK       | Vlag van Zweden      | Division 1 Norra         | 25    | 5     |
| 2001    | Malmö FF          | Vlag van Zweden      | Allsvenskan              | 23    | 3     |
| 2002    | Malmö FF          | Vlag van Zweden      | Allsvenskan              | 24    | 4     |
| 2003    | Malmö FF          | Vlag van Zweden      | Allsvenskan              | 21    | 0     |
| 2004    | Malmö FF          | Vlag van Zweden      | Allsvenskan              | 18    | 2     |
| 2004/05 | FC Twente         | Vlag van Nederland   | Eredivisie               | 30    | 2     |
| 2005/06 | FC Twente         | Vlag van Nederland   | Eredivisie               | 19    | 2     |
| 2005/06 | FC Basel          | Vlag van Zwitserland | Axpo Super League        | 18    | 5     |
| 2006/07 | FC Basel          | Vlag van Zwitserland | Axpo Super League        | 35    | 8     |
| 2007/08 | FC Basel          | Vlag van Zwitserland | Axpo Super League        | 32    | 10    |
| 2008/09 | AEK Athene        | Vlag van Griekenland | Super League Griekenland | 34    | 2     |
| 2009/10 | AEK Athene        | Vlag van Griekenland | Super League Griekenland | 33    | 2     |
| 2010/11 | Celtic FC         | Vlag van Schotland   | Scottish Premier League  | 32    | 1     |
| 2011/12 | Celtic FC         | Vlag van Schotland   | Scottish Premier League  | 17    | 0     |
| 2012    | AIK Fotboll       | Vlag van Zweden      | Allsvenskan              | 4     | 0     |
| 2013    | AIK Fotboll       | Vlag van Zweden      | Allsvenskan              | 8     | 1     |

## Erelijst
Malmo FF
- Zweeds landskampioen

2004
 FC Basel
- Axpo Super League

2008
- Schweizer Cup

2007, 2008